# 沖縄県道43号線
沖縄県道43号線（おきなわけんどう43ごうせん）は沖縄県那覇市前島と西とを結ぶ一般県道。

## 概要

### 区間
- 起点：那覇市前島（前島交差点、国道58号）
- 終点：那覇市西（国道390号）
- 総延長：1.92km（実延長も同じ）

### 通過自治体
- 那覇市

### 交差する路線
- 国道58号（起点）
- 松山通り（那覇市道、那覇市若狭）
- 沖縄県道47号線（久米大通り、那覇市久米西武門交差点）
- 西消防署通り（那覇市道、那覇市西）
- 国道390号（終点）

### 愛称
- 若狭大通り （起点 - 西武門交差点）
- 上之蔵大通り （西武門交差点 - 終点）

### 主要施設
- 那覇港泊ふ頭
  - とまりん（泊港再開発ターミナルビル）
- 那覇市立那覇中学校

以前あった施設
- 那覇中央郵便局（1977年（昭和52年）に壷川の当時の国道329号（現在は国道330号）沿いに移転するまで久米にあった。1997年（平成9年）にさらに移転して、現在は沖縄都市モノレール壺川駅近くの国道329号（那覇東バイパス）沿いにある。また移転後の旧々局舎は国の出先機関が一時入っていたがその後解体し現在は公園として整備されている）

### 路線バス
すべて那覇バスのみで折り返しとなる三重城（旧三重城営業所付近）を経由する路線が通る。
- 1番・首里牧志線 上之蔵大通りのみ
- 2番・識名開南線 久米郵便局前 - 西町交差点
- 3番・松川新都心線 全区間
- 5番・識名牧志線 久米郵便局前 - 西町交差点
- 15番・寒川線 久米郵便局前 - 西町交差点
- 45番・与根線（この路線のみ市外線） 久米郵便局前 - 西町交差点

## 歴史・特徴
- 1958年（昭和33年）に琉球政府道43号線として指定。1972年（昭和47年）の本土復帰と同時に県道43号線となる（那覇市西町 - 那覇港までの一部の区間は主要地方道那覇港線となったあと、1975年（昭和50年）に国道390号となった）。当時から那覇港と泊港を結ぶ重要な港湾道路で、起点は泊港、終点は那覇港とだけ記載されていた。
- 1986年（昭和61年）に泊大橋（臨港道路）が開通するまでは那覇港一帯から安謝方面に向かう抜け道の道路だったため、前島交差点はよく渋滞していた。開通した今でも渋滞する。